# 梟 (漫画家)
梟（ナイト オウル、英語表記：Night Owl）は、日本の漫画家。国籍、性別、生年月日、活動拠点いずれも不明。

## 作品

### 漫画
- 牙の旅商人 〜The Arms Peddler〜（原作：七月鏡一、ヤングガンガン連載中、既刊6巻）